# Constantijnse Orde van Sint-Joris

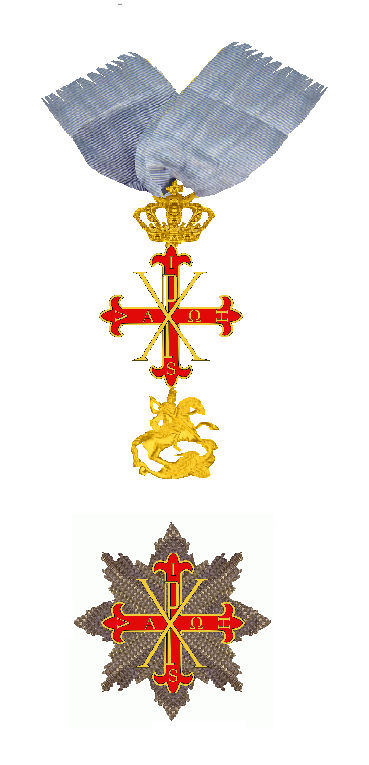
Grootkruis en ster van de Constantijnse Orde van Sint-Joris

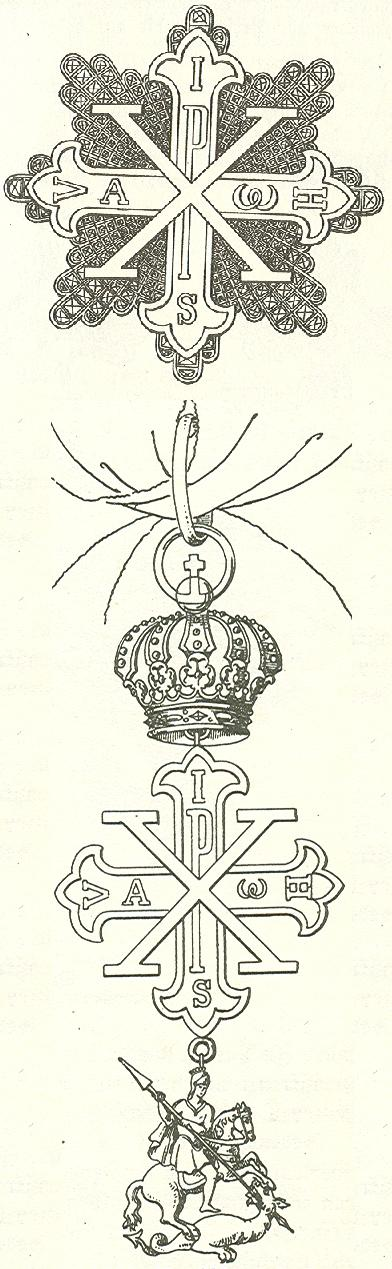
Juweel en ster van de Constantijnse Orde. Deze versierselen zijn bij beide takken van de Orde vrijwel identiek

De Constantijnse Orde is een zeer oude Europese Ridderorde.
 Voor de geschiedenis van de orde zie: Constantijnse Orde.
De orde voert zijn geschiedenis terug tot keizer Constantijn de Grote en ontleent aan hem ook zijn naam. In ieder geval bestond de orde in 1261.
Karel I van Parma, die als Karel III koning van Napels was, verbond de orde, die sinds 27 juli 1697 een orde van het hertogdom Parma was, aan de kroon van Napels.
In Parma was Napoleons keizerin Marie-Louise op 9 juli 1815 aan het bewind gekomen en zij had zich op 26 februari 1816 tot "Grootmeesteres van de Constantijnse Orde van Sint-Joris" geproclameerd. De koning van Napels deed geen afstand van zijn recht op de orde, zodat er sindsdien twee grootmeesters en twee orden, of liever gezegd, twee obediënties van deze orde zijn.
In Parma bestaat deze orde onder de naam Constantijnse Orde van Sint-Joris of, zoals de website de orde noemt, "Sacro Angelico Imperiale Ordine Costantiniano di San Giorgio". Dit laat zich vertalen als "Heilige en Hemelse Keizerlijk Constantijnse Orde van Sint-Joris". De naam verschilt dus van de naam waaronder de orde in 1816 werd (her)opgericht. Het hoofd van het Huis Bourbon-Parma, Carlos de Bourbon de Parme zoon en opvolger van Carlos Hugo van Bourbon-Parma, is grootmeester van deze orde. Karel Hugo had de orde weer nieuw leven ingeblazen en hij benoemde ridders in wat hij als zijn dynastieke orde beschouwde. Het hoofd van het Huis Bourbon-Beide Siciliën, Z.K.H. Don Carlos Hertog van Calabrië, is de grootmeester van de Napolitaanse tak van de orde, de Heilige Militaire Constantijnse Orde van Sint-Joris.

## De graden en versierselen van de Constantijnse Orde van Sint-Joris
- Senatoren Grootkruis met de keten

Zij dragen het juweel van de Orde aan een gouden keten of een hemelsblauw lint over de rechterschouder en de ster van de orde.
- Senatoren Grootkruis

Zij dragen het juweel van de orde aan een hemelsblauw lint over de rechterschouder en de ster van de orde.
- Commandeurs

Zij dragen een iets kleinere ster en een iets kleiner juweel aan een lint om de hals.
- Ridders der Eerste Klasse

Zij dragen een gouden juweel van de Orde zonder Sint-Joris en de draak aan een lint op de linkerborst.
- Ridders der Tweede Klasse

Zij dragen een juweel van de Orde zonder Sint-Joris en de draak en zonder kroon aan een lint op de linkerborst.
Het motto van de orde is "In hoc signo vinces" (Latijn: "In dit teken zult u overwinnen").
De orde is niet onomstreden. Historici betwijfelen of Constantijn wel een orde heeft gesticht en de rechten van de nakomelingen van de Comnenen en de overdracht van de Orde aan Parma zijn juridisch omstreden. De orde heeft desondanks veel aanzien en een aantal prominente rooms-katholieke edelen is in de orde opgenomen.

Prins Carlos de Bourbon de Parme is grootmeester van deze orde en zijn oom en tantes zijn Senatoren Grootkruis in de Constantijnse Orde van Sint-Joris.